# 熊哲文
熊哲文（1968年9月—），湖南省石门县人，中华人民共和国政治人物。

## 生平
1968年9月，熊哲文出生在湖南省常德地区石门县。1983年，熊哲文进入桃源县师范学校学习，1986年毕业后分配至常德市石门县二都乡中心小学成为一名教师。1989年，熊哲文考入湖南师范大学艺术学院美术系，1993年毕业后分配至共青团湖南省委《年轻人》杂志社担任一名编辑，1994年12月升任副主任科员。1995年1月转任湖南省青少年发展基金会副主任科员，次年2月升任湖南省青少年发展基金会主任科员。1999年5月，熊哲文出任共青团湖南省委青少年发展基金会副秘书长，同时曾挂职沅江市人民政府副市长。2005年10月，熊哲文正式出任沅江市人民政府副市长。次年6月，熊哲文转任中共沅江市委常委、组织部长。2009年2月，熊哲文调任中共益阳市资阳区委副书记。2013年4月调任中共安化县委副书记、安化县县长，2016年9月升任书记。2019年4月8日，熊哲文因收取礼金遭到免职。

### 违规违纪问题
2013年至2019年，熊哲文在担任安化县县长、县委书记期间，违规收受党政干部和私营企业主所送礼品礼金，数额巨大，其中省委出台“约法三章”规定之后仍有违规收受红包礼金行为。